# Нејски мировни уговор
Нејски мировни уговор је закључен 27. новембра 1919. године у париском предграђу Неји сир Сен између земаља Антанте, као победничког савеза у Првом светском рату, са једне, и поражене Бугарске, са друге стране. Ово је један од мировних уговора којима је завршен Први светски рат а који су на Париској конференцији мира (од 18. јануара 1919. до 28. јуна 1919. у Паризу) закључени су са сваком побеђеном државом посебно. 
Међу земљама Антанте налазила се и Краљевина Срба, Хрвата и Словенаца, а у њено име уговор су потписали Никола Пашић, бивши председник владе, Анте Трумбић, министар спољних послова, и др Иван Золгер. Са бугарске стране уговор је потписао Александар Стамболијски, премијер и министар рата.
По уговору је поражена Бугарска имала да преда знатне територије - највећим делом у западној Тракији, коју је прво на управу преузела Антанта, а затим је предала Грчкој, као и територије око Цариброда и Босилеграда у Србији и Струмице у Македонији, које предаје Краљевини СХС. Потврђена је припадност јужне Добруџе Румунији, а Бугарска је уговором формално признала постојање Краљевине СХС. 
Војна сила Бугарске редукована је на минимум: дозвољено је држање највише 20 хиљада војника, уз укидање опште војне обавезе. Прописана је и редукција наоружања, с тим да се знатан део преда победницима.
Прописано је и да Бугарска плати репарације од 2,25 милијарди златних франака, односно 445 милиона долара. Касније је опроштено око три четвртине ове обавезе. Суседним земљама је Бугарска требало да преда и нешто стоке, а на име отете стоке током рата. Бугарска је била обавезана и да врати архиве, уметничке и сличне предмете које је њена администрација отела у другим земљама.